# Samarium-Cobalt
Samarium-Cobalt (abgekürzt SmCo) ist eine Legierung des Seltenerdmetalls Samarium (Sm) mit dem Metall Cobalt (Co). Für die Verwendung als Permanentmagnet sind zwei Kristallstrukturen geeignet: SmCo5, ohne zusätzliche Legierungselemente, und Sm2Co17 mit Eisen, Kupfer und Zirkonium als zusätzliche Legierungselemente.
SmCo5 wurde als Seltenerdmagnetlegierung im Jahr 1966 und Sm2Co17 im Jahr 1972 von  Karl J. Strnat am U.S. Air Force Materials Laboratory auf der Wright-Patterson Air Force Base entwickelt. Sm2Co17 weist gegenüber SmCo5 verbesserte magnetische Eigenschaften auf, lässt sich aber schwerer herstellen. Samarium-Cobalt war in den 1970er Jahren bis zur Entdeckung des Neodym-Eisen-Bor der Werkstoff mit der höchsten magnetischen Energiedichte.

## Allgemeines
Die Legierung SmCo5 hat eine maximale magnetische Energiedichte von bis zu (BH)max = 200 kJ/m3, die Legierung Sm2Co17 bis zu 260 kJ/m3.
Durch Ersetzen des Samarium mit anderen Seltenen Erden, wie etwa Praseodym oder Gadolinium, kann die Remanenz, und damit das Energieprodukt, verändert werden. Die Curie-Temperatur von SmCo-Magneten liegt zwischen 700 und 850 °C. SmCo5-Magnete können bis etwa 250 °C eingesetzt werden. Spezielle Sm2Co17-Legierungen bis zu 550 °C. Der spezifische elektrische Widerstand beträgt zwischen 50 und 100 · 10−6 Ω·cm.
Üblicherweise werden SmCo-Magnete pulvermetallurgisch hergestellt. Dabei werden die Legierungselemente zunächst in einem Vakuuminduktionsofen geschmolzen, schnell abgekühlt und dann bis zu einer Partikelgröße von unter 10 µm gemahlen, bei der nur noch einkristallines Pulver vorhanden ist. Das Metallpulver wird dann in einem Magnetfeld ausgerichtet und, je nach Prozess, gleichzeitig oder danach zu einem Grünling verpresst. Dieser wird dann in Vakuum oder unter Schutzgas dichtgesintert. Durch eine abschließende Wärmebehandlung erhalten die Magnete ihre Koerzitivfeldstärke.
Neben diesen Sinterwerkstoffen gibt es auch eine kunststoffgebundene Variante. Im Vergleich zu Neodym-Eisen-Bor ist ihre Bedeutung aber viel geringer.
SmCo-Magnete sind sehr spröde und werden deshalb in der Regel nur mit diamantbesetzten Schleifscheiben oder durch Drahterodieren bearbeitet. Wenn immer möglich werden die Magnete erst nach dem Bearbeiten aufmagnetisiert.
Ab etwa 150 bis 180 °C weist SmCo ein höheres Energieprodukt auf als Neodym-Eisen-Bor, weshalb es vor allem bei höheren Anwendungstemperaturen eingesetzt wird. Aber auch die bessere Korrosionsbeständigkeit, der tiefere reversible Temperaturkoeffizient oder die bessere Beständigkeit gegen ionisierende Strahlung können die Verwendung von SmCo sinnvoll machen. Durch Zulegieren des sich antiferromagnetisch verhaltenden Gadoliniums kann der reversible Temperaturkoeffizient der Remanenz auf Null reduziert oder gar zu positiven Werten umgekehrt werden.
Aufgrund der höheren Herstellkosten von SmCo ist die wirtschaftliche Bedeutung geringer als bei NdFeB. Anwendungen des Werkstoffes liegen unter anderem bei rotierenden elektrischen Maschinen mit Permanenterregung, Sensoren im Automobilbau oder bei Chemiepumpen.